# Revelations: Persona
Megami Ibunroku Persona (女神異聞録ペルソナ, Lit. Outro conto de uma Deusa: Persona) ou Revelations: Persona, é um RPG desenvolvido e publicado pela Atlus. É o primeiro jogo da série Persona, uma subsérie do Megami Tensei. Originalmente lançado para a Playstation em 1996 no Japão e na América do Norte, o jogo teve uma versão para o Microsoft Windows em 1999.
A história centra-se num grupo de estudantes do ensino secundário que são confrontados com uma série de incidentes sobrenaturais. Depois de praticarem um ritual conhecido como "Persona", o grupo encontra um ser chamada Philemon, que representa o subconsciente da humanidade, que lhes dá a habilidade de invocar Personae, as materializações dos seus alter-egos. Com este poder, o grupo enfrenta várias forças que ameaçam o mundo.
A jogabilidade consiste em as personagens explorarem diversos locais da sua cidade e lutarem contra inimigos utilizando Personae. Ao longo do jogo, os jogadores podem criar novas Personae usando cartas ganhas em batalhas ou falando com inimigos.
Persona começou a ser desenvolvido após o lançamento de Shin Megami Tensei If..., com a ideia de criar uma subsérie centrada no ambiente escolar de If... e nas preocupações dos jovens adultos.
Uma versão para a PlayStation Portable, intitulada Shin Megami Tensei: Persona e simplesmente Persona (ペルソナ) no Japão, foi lançada na América do Norte e no Japão em 2009 e, no ano seguinte, na Europa. Esta versão incluía novas cenas, uma nova interface de utilizador, ajustes na jogabilidade, como a adição de vários níveis de dificuldade, e uma nova banda sonora, além de corrigir erros de localização presentes no jogo original e reverter os nomes dos personagens para os originais japoneses.